# Woodoo-Baby – Sex und schwarze Magie in der Karibik
Woodoo-Baby – Sex und schwarze Magie in der Karibik ist ein italienischer Horror-Erotikfilm des Regisseurs Joe D’Amato aus dem Jahr 1980. Im Original ist er als Orgasmo nero (dt.: „Schwarzer Orgasmus“) bekannt. Gedreht wurde er in der Dominikanischen Republik mit Richard Harrison, Nieves Navarro und Lucia Ramirez als Darstellern. Alternativtitel sind Woodoo Baby – Insel der Leidenschaft und Orgasmo Nero I – Sex und schwarze Magie.
Woodoo-Baby wurde am 14. Mai 1982 in der Bundesrepublik Deutschland uraufgeführt, am 31. Dezember 2002 erschien er im Verleih von Toppic Video erstmals auf DVD.

## Handlung
Paul und Helen sind ein Ehepaar, das auf eine exotische Insel reist. Paul ist ein Forscher und interessiert sich für die Rituale der Eingeborenen, während seine Frau auf eigene Faust die Insel erkundet. Sie freundet sich mit der Einheimischen Haini an und beginnt eine Beziehung mit ihr. Helen nimmt Haini mit in die Stadt und führt die Affäre fort, ohne dass Paul etwas davon ahnt. Als er die Wahrheit herausfindet, kommt es zum Streit, doch dann versöhnen sie sich und Haini wird fortgeschickt. Sie rächt sich, indem sie Paul mit einem Voodoo-Fluch belegt und bei einem Ritual tötet. Sein Herz gibt sie Helen zu essen.

## Kritiken
Das Lexikon des internationalen Films beschreibt den Film als „Kolportage in exotischer Landschaftskulisse, die vor allem der Präsentation von Sexszenen dient“.